# Hair (Lady Gaga)

Lady Gaga zingt Hair in 2011

Hair is een promotiesingle van het album Born This Way van de Amerikaanse popzangeres Lady Gaga. Het werd geschreven en geproduceerd door Lady Gaga en RedOne. In het kader van de "Countdown to Born this Way"-actie gaf Interscope Records het nummer op 16 mei 2011 uit als tweede van de twee promotiesingles van het derde studioalbum Born This Way, dat op 23 mei 2011 uitkwam. Het nummer betreft vrijheid en identiteit, naar aanleiding van de moderestricties die zij van haar ouders kreeg waardoor zij haar identiteit niet op haar manier kon uiten. Het uptemponummer bevat saxofoonspel van Clarence Clemons, die op meerdere nummers van het album heeft meegedaan.

## Promotie

### Live Optredens
| Datum             | Stad                | Land             | Locatie                          |
| Noord-Amerika     | Noord-Amerika       | Noord-Amerika    | Noord-Amerika                    |
| ----------------- | ------------------- | ---------------- | -------------------------------- |
| 27 mei 2011       | New York            | Verenigde Staten | Good Morning America             |
| Europa            |                     |                  |                                  |
| 17 juni 2011      | Verenigd Koninkrijk | Londen           | Paul O'Grady Live                |
| 28 juni 2011      | Parijs              | Frankrijk        | Taratata                         |
| Oceanië           |                     |                  |                                  |
| 13 juli 2011      | Sydney              | Australië        | Gaga Live At Sydney Monster Hall |
| Noord-Amerika     |                     |                  |                                  |
| 18 juli 2011      | New York            | Verenigde Staten | The Howard Stern Show            |
| 28 juli 2011      | Los Angeles         | Verenigde Staten | Jimmy Kimmel Live!               |
| 24 september 2011 | Las Vegas           | Verenigde Staten | iHeartRadio Music Festival       |
| 24 november 2011  | New York            | Verenigde Staten | A Very Gaga Thanksgiving         |
| 3 december 2011   | Los Angeles         | Verenigde Staten | KISS FM's Jingle Ball            |
| 9 december 2011   | New York            | Verenigde Staten | Z100's Jingle Ball               |

Lady Gaga bracht een akoestische versie van Hair ten gehore tijdens The Born This Way Ball Tour, in de periode van 27 april 2012 tot en met 24 juli 2012.

## Hitnoteringen

### NederlandseSingle Top 100
| Positie: | 15 | 36 | uit |

#### VlaamseUltratop 50
| Hitnotering: 28-05-2011 | Hitnotering: 28-05-2011 | Hitnotering: 28-05-2011 |
| Week:                   | 1                       |                         |
| ----------------------- | ----------------------- | ----------------------- |
| Positie:                | 19                      | uit                     |